# جناس مضارع
المضارع من الجناس ما يكون باختلاف اللفظين في حرفين، مع قرب مخرجهما، مثاله الآية الرابعة من سورة الأنعام ﴿وهم ينهون عنه وينئون عنه﴾. خلافه الجناس اللاحق.